# Friedrich (Zeitz)
Friedrich von Zeitz († 990/991) war der zweite Bischof von Zeitz.
Friedrich wird nur in einer einzigen Quelle während seiner Zeit als Bischof erwähnt, daher bleiben sowohl der Beginn seiner Amtszeit 979 oder 980, als auch das Ende mit seinem Tod 990 oder 991 offen. Heinz Wießner hält eine Amtszeit von 979 bis 990 für wahrscheinlich. Friedrich wurde vom Erzbischof Adalbert von Magdeburg ordiniert. Erwähnt wird Friedrich in einer Schrift von Thietmar von Merseburg im Herbst 981 anlässlich der Aufhebung des Bistums Merseburg unter Erzbischof Giselher von Magdeburg.